# Тур Тотиги
Тур Тотиги (англ. Tour de Tochigi) — шоссейная однодневная велогонка, в 2017 года проводящаяся в японской префектуре Тотиги. Входит в календарь UCI Asia Tour под категорией 2.2.

## Призёры
| Год  | Победитель     | Второй         | Третий         |         |
| ---- | -------------- | -------------- | -------------- | ------- |
| 2017 | Бен Хилл       | Джей Кроуфорд  | Юдзуру Судзуки |         |
| 2018 | Майкл Поттер   | Раймонд Кредер | Нариюки Масуда |         |
| 2019 | Раймонд Кредер | Орлуис Аулар   | Бенжамин Дибал |         |
| 2020 | отменён        | отменён        | отменён        | отменён |